# Frithjof Schuon

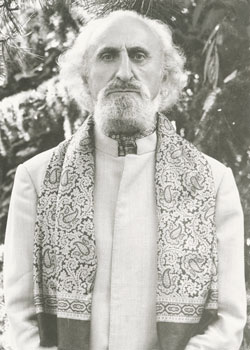
Frithjof Schuon, ca. 1980

Frithjof Schuon (*  18. Juni 1907 in Basel; † 5. Mai 1998 in Bloomington, Indiana, USA) war ein schweizerischer Religionsphilosoph und Metaphysiker.
Zusammen mit René Guénon, Ananda Kentish Coomaraswamy und Titus Burckhardt gilt Schuon als einer der Wiederbeleber der Sophia perennis im zwanzigsten Jahrhundert. Sein Denken steht in der Tradition von Platon, Shankara, Ibn Arabi und Meister Eckhart; er schrieb – größtenteils in französischer Sprache – mehr als zwei Dutzend Bücher über Metaphysik, Religion und Spiritualität.

## Leben
Frithjof Schuon wurde 1907 als Sohn deutscher Eltern in Basel geboren. Nach dem frühen Tod seines Vaters kehrte die Mutter mit dem Dreizehnjährigen und seinem Bruder Erich zu ihrer Familie in das Elsass zurück. Im Alter von sechzehn Jahren ging Schuon nach Paris, arbeitete als Stoffzeichner und lernte Arabisch in der dortigen Moschee. Von früher Jugend an beschäftigte er sich mit den großen Religionen der Welt, las Platon und die Bhagavad Gita. Sein Denken wurde stark von René Guénon beeinflusst. Er unternahm zahlreiche Reisen nach Nordafrika, nach Indien, in die Türkei und andere Länder und auch zu  den nordamerikanischen Indianern, für die Schuon sich seit seiner Kindheit interessiert hatte. Er lebte vierzig Jahre lang in Lausanne und übersiedelte 1980 nach Bloomington, Indiana, USA, wo er 1998 verstarb.
Schuon verfasste über zwanzig philosophische Bücher, die in viele Sprachen übersetzt wurden; in seinen letzten Lebensjahren schrieb er mehr als 3000 Lehrgedichte auf Deutsch.

## Lehre

### Kritik der modernen Welt
Das Denken der Moderne ist Schuon zufolge von Relativismus und von (biologistischem, psychologistischem, existenzialistischem usw.) Reduktionismus geprägt. Auch wenn diese Standpunkte in sich widersprüchlich sind (wer etwa sagt, alles sei relativ, misst gleichzeitig diesem Urteil absolute Gültigkeit zu), sind sie nach Schuon so weit in das Denken unserer Zeit eingedrungen und somit zu unbewussten Annahmen der heutigen Zeit geworden, dass sie oft gar nicht mehr explizit wahrgenommen würden. Das Denken der Moderne sei funktionell zwar von hoher Effizienz, lasse aber Fragen wie die nach Sinn, Werten und Gesamtzusammenhang außer Acht. Schuon versteht sich aber nicht als Nostalgiker, für den alles Frühere per se besser ist:

«… die überlieferungstreuen Welten nur zu bewundern, hieße, auf einem beschränkten Standpunkt stehenzubleiben, denn jede Kultur ist ein ‹zweischneidiges Schwert›; sie ist insgesamt gut nur dank der unsichtbaren Elemente, die sie in günstigem Sinne bestimmen.»

«Wir tadeln [die moderne Naturwissenschaft] nicht insofern, als sie diesen oder jenen begrenzten Bereich innerhalb der Schranken ihrer Zuständigkeit erforscht, sondern nur insofern, als sie grundsätzlich Anspruch auf eine umfassende Erkenntnis erhebt und sich Schlüsse zu ziehen erlaubt, die übersinnliche und wahrhaft geistige Erkenntnisse voraussetzen, das heißt eben jene Erkenntnisse, deren Möglichkeit diese Wissenschaft von vornherein verwirft.»

### Religionen
Die religiösen Überlieferungen der Menschheit sind es, die seit je Antwort auf die umfassenden Fragen des Menschen zu geben versucht haben. In Schuons Sicht beruhen alle großen Religionen der Welt auf göttlicher Offenbarung und sind daher nach wie vor gültig. Ihre Verschiedenheit ist notwendig, weil sich jede von ihnen zu einer bestimmten Zeit an eine bestimmte Menschheitsgruppe mit einer bestimmten Mentalität richtet. Dies ist die «Exoterik» oder die Außenseite der Religion. In ihrem inneren Kern, der «Esoterik», gleichen sie sich.  Schuon hat sich in all seinen Büchern mit dem Vergleich verschiedener Überlieferungen beschäftigt, deren äußere Verschiedenheit aufgezeigt und auf ihren gemeinsamen inneren Kern hingewiesen.
Vielen Menschen ist es heute nicht ohne weiteres möglich, sich einer überlieferten Religion anzuschließen; zu stark erscheint die Kluft zwischen modernem und überlieferten Weltbild:

«Die moderne Wissenschaft hat der Religion tödliche Wunden beigebracht, indem sie gewisse Fragen stellte, die im Grunde nur die Esoterik beantworten kann.»

Der lehrhafte Gehalt dieser «Esoterik» ist die «Metaphysik», die Schuon zufolge ihren deutlichsten Ausdruck im Advaita Vedanta findet.

### Metaphysik
Metaphysik ist für Schuon kein Teilgebiet der Philosophie, sondern die Wissenschaft vom Unbedingten, vom wahren Wesen der Dinge.

«Die höchste Wirklichkeit ist unbedingt und als solche unendlich. Unbedingt ist das, was weder eine Mehrung noch eine Minderung, weder eine Wiederholung noch eine Teilung zulässt, also das, was gleichzeitig ausschließlich es selbst und ganz es selbst ist. Und unendlich ist das, was durch keine Grenze festgelegt ist; es ist zuallererst das Urvermögen oder die Möglichkeit an sich, und dann, ipso facto, die Möglichkeit der Dinge, also die keimhaft vorhandene Möglichkeit.»

Aus der Unendlichkeit der höchsten Wirklichkeit ergibt sich die universelle Ausstrahlung.
Schuons metaphysische Lehre lässt sich durch die Grundaussage des Advaita Vedanta zusammenfassen: «Brahma ist wirklich, die Welt ist Trug, die Seele ist nichts anderes als Brahma.»
Die Unterscheidung der Wirklichkeit in das Absolute und das Relative zieht eine weitere Abstufung der Wirklichkeit nach sich, denn das Relative muss im Absoluten vorgebildet sein, und umgekehrt muss es Spuren des Absoluten im Relativen geben. Somit ergibt sich die folgende Tabelle:
| URGRUND GOTT Das Ungeschaffene Das Überkosmische | «HIMMEL» | (1) ÜBER-SEIN Brahma nirguna Göttliche Wesenheit Gottheit (Eckhart) Reines Absolutes      | ABSOLUT Atma |
| URGRUND GOTT Das Ungeschaffene Das Überkosmische | «HIMMEL» | (2) SEIN Brahma saguna Persönlicher Gott, Schöpfer, Richter, Erbarmer Relatives Absolutes | RELATIV Maya |
| KUNDGEBUNG Das Geschaffene                       | «HIMMEL» | (3) LOGOS Buddhi, Avatara Geistiger, engelhafter Bereich                                  | RELATIV Maya |
| KUNDGEBUNG Das Geschaffene                       | «ERDE»   | (4) WELT Samsara                                                                          | RELATIV Maya |

Zu beachten ist insbesondere die Aufteilung des göttlichen Bereichs in das «reine Absolute» (Meister Eckharts  Gottheit) und in das «relative Absolute» (den Schöpfergott). Eine Anwendung dieser Sichtweise ist zum Beispiel Schuons Umgang mit dem Problem der Theodizee.
Der Bereich des Relativen, der Maya, ist nicht nur negativ zu bewerten; wie ein Schleier verhüllt und enthüllt er zugleich die höchste Wirklichkeit, denn diese ist alles übersteigend, transzendent, und zutiefst innen, immanent.

### Kosmologie
Die höchste Wirklichkeit, die zugleich unbedingt (absolut) und unendlich ist, ist das «Höchste Gut», in dessen Natur es liegt, sich mitzuteilen. Dabei bekundet sich das Unbedingte im Dasein und in den Stoffen, die es Gestalt annehmen lassen; das Unendliche wird offenbar durch Raum und Zeit und durch die unbegrenzte Vielfalt ihrer Inhalte. Gegenüber dem Schöpfungsglauben der semitischen monotheistischen Religionen betont diese Sichtweise nicht nur den Abstand zwischen Schöpfer und Schöpfung, sondern gibt gleichzeitig Raum für die Kontinuität beider, ja für eine «Nicht-Verschiedenheit».

### Erkenntnistheorie
Schuon grenzt sich einerseits vom Rationalismus ab, für den nur das Gültigkeit besitzt, was, ausgehend von Sinneswahrnehmungen, durch logische Schlüsse abgeleitet werden kann, und andererseits vom Fideismus, der für den Glauben ein «heiliges Recht auf Unlogik beansprucht»; demgegenüber besteht Schuon auf einer größeren Reichweite der menschlichen Erkenntnis, die das Unbedingte und andere metaphysische Wahrheiten grundsätzlich erreichen könne, weil diese dem

«menschlichen Geist innewohnen, … aber nach Lage der Dinge gleichsam in der ‹Tiefe des Herzens› begraben sind, das heißt, dass sie als Möglichkeiten oder als verborgene Kraft im reinen Geist vorhanden sind.»

Das «Organ» dieser Erkenntnis ist der überpersönliche «Intellekt», von dem Meister Eckhart sagt: «Es ist etwas in der Seele, was unerschaffen und unerschaffbar ist … und das ist der Intellekt.»
Eine derartige Erkenntnis durch den Intellekt oder durch «geistige Schau», die von Schuon oft auch «Herzenserkenntnis» genannt wird, ist nicht möglich aus der Distanz des unbeteiligten Forschers, sie verlangt den «ganzen Menschen» und trägt umgekehrt zu dieser Ganzheit bei:

«Die Erkenntnis erlöst nur unter der Bedingung, dass sie all das in Anspruch nimmt, was wir sind: wenn sie ein Weg ist, der unsere Natur bearbeitet und umwandelt und verwundet, wie der Pflug die Erde verwundet.»

Während bei der verstandesmäßigen Erkenntnis die vom Denken erfassten transzendenten Wirklichkeiten vom denkenden Subjekt getrennt sind, werden bei der echten geistigen Erkenntnis oder der Herzenserkenntnis

«die vom Herzen erfassten Urwirklichkeiten in die Geistesschau hinein verlängert; die Herzenserkenntnis ist eins mit dem, was sie erkennt.»

Die echten Überlieferungen der Menschheit können helfen, das im Inneren des Menschen liegende Wissen zutage zu fördern:

«Die verschiedenen Offenbarungen tun nichts anderes, als einen Grundbestand von Gewissheiten, der nicht nur im göttlichen Allwissen enthalten ist, sondern gespiegelt auch im ‹natürlich-übernatürlichen› Kern des menschlichen Wesens schlummert, zu ‹Kristallen› werden zu lassen und den Umständen entsprechend mehr oder weniger ‹an den Tag zu bringen›.»

Auch wenn der Metaphysiker Wahrheiten in geistiger Schau «sieht», benutzt er das schlussfolgernde Denken, um anderen seine Erkenntnisse mitzuteilen, um in ihnen im besten Fall eine ebensolche Schau, die platonische Anamnesis, auszulösen.

### Schönheit und Kunst, Sinnbildlichkeit
Das «Sehen» ist für den Metaphysiker wichtiger als das schlussfolgernde Denken:

«Für den Metaphysiker im eigentlichen Sinne … geht es nicht darum, angesichts des göttlichen Mysteriums bestimmte ‹Schlüsse› aus bestimmten ‹Beweisen› zu ziehen, es geht im Gegenteil darum, das transzendente Wirkliche durch seine ‹Zeichen› oder seine ‹Spuren› ‹wahrzunehmen›; es geht darum, die Ursache in den Wirkungen zu sehen, den Urgrund in seinen Bekundungen, die Urbilder oder Ideen in ihren Abbildern, das Notwendige im Möglichen.»

«Die Schönheit ist der Glanz des Wahren» ist ein von Schuon oft angeführter platonischer Gedanke. Schönheit in all ihren Formen, in der Natur, in der Kunst oder in der edlen Seele ist eine Spur des «Ewigen im Vergänglichen», die eine unmittelbare geistige Schau auslösen kann.
Für die heilige Kunst stellt Schuon strenge Maßstäbe auf, denn

«der Widerschein des Über-Formhaften im Formhaften ist nicht das Formlose, sondern im Gegenteil die strenge Form.»

### Anthropologie und geistiges Leben
Der Mensch ist nach Schuon «umfassendes Erkenntnisvermögen, freier Wille und selbstlose Seele»; Sinn des menschlichen Daseins ist es demzufolge, das Wahre zu erkennen, das Gute zu wollen, das Schöne zu lieben. Damit ist auch das geistige Leben umrissen: Es besteht in der Unterscheidung des Wirklichen vom Unwirklichen oder nur teilweise Wirklichen (Erkenntnis), in der Sammlung des Bewusstseins auf das Wirkliche (Gebet der Sammlung) und in der Angleichung des Menschen an das Wirkliche (Übung der Tugenden).

## Werke

### Originalwerke
- Leitgedanken zur Urbesinnung. Orell Füssli Verlag, Zürich/Leipzig 1935; verbesserte Neuausgabe unter dem Titel Urbesinnung. Das Denken des Eigentlichen Aurum-Verlag, Freiburg 1989, ISBN 3-591-08277-5.
- Tage- und Nächtebuch. Urs-Graf-Verlag, Bern 1947.
- Sulamith. Urs-Graf-Verlag, Bern 1947.
- De l’unité transcendante des religions  (1948, 1958, 1979, 2000).Digitalisat (Gallimard, Paris 1948).
  - dt. Ausgabe: Von der inneren Einheit der Religionen. Verlag Hans-Jürgen Maurer, Freiburg 2007, ISBN 978-3-929345-34-6 und Ansata-Verlag Zemp, Interlaken 1981, ISBN 3-7157-0042-4.
- L’Œil du cœur (1950, 1974, 1995).
- Perspectives spirituelles et faits humains (1953, 1989, 2001).
  - dt. Ausgabe: Geistige Sichtweisen und menschliche Tatsachen. Weisheit der Welt, Hamburg 2014, ISBN 978-3-8495-7817-6 (Paperback), ISBN 978-3-8495-7965-4 (E-Book).
- Sentiers de gnose (1957, 1987, 1996).
  - dt. Ausgabe: Gnosis – Göttliche Weisheit. Weisheit der Welt, Hamburg 2015, ISBN 978-3-7323-3471-1 (Paperback), ISBN 978-3-7323-3472-8 (E-Book).
- Castes et races (1957, 1979).
- Les Stations de la sagesse (1958, 1992).
- Language of the Self (1959, 1999).
- Images de l’Esprit (1961, 1982).
- Comprendre l'Islam (1961, 1976).
  - dt. Ausgabe: Den Islam verstehen. Eine Einführung in die innere Lehre und die mystische Erfahrung einer Weltreligion. Deutsch von Irene Hoening. Barth, München 1988, ISBN 3-502-65541-3.
- Treasures of Buddhism (In the Tracks of Buddhism) (1968, 1989, 1993).
  - dt. Ausgabe: Schätze des Buddhismus. Books on Demand, Norderstedt 2007, ISBN 3-8334-9939-7.
- Regards sur les mondes anciens (1968, 1997).
  - dt. Ausgabe: Das Ewige im Vergänglichen. Von der einen Wahrheit in den alten Kulturen. O. W. Barth, Weilheim 1970, ISBN 3-87041-238-0.
- Logique et transcendance (1970, 2007).
  - dt. Ausgabe: Logik und Transzendenz. Weisheit der Welt, Hamburg 2013, ISBN 978-3-8495-4419-5 (Paperback), ISBN 978-3-8495-4451-5 (E-Book).
- Forme et substance dans les religions (1975).
  - dt. Ausgabe: Form und Gehalt in den Religionen. Weisheit der Welt, Hamburg 2017, ISBN 978-3-7439-1657-9 (Paperback), ISBN 978-3-7439-1658-6 (E-Book).
- L’Ésotérisme comme principe et comme voie (1978, 1997).
  - dt. Ausgabe: Esoterik als Grundsatz und als Weg. Weisheit der Welt, Hamburg 2012, ISBN 978-3-8472-4160-7 (Paperback) und ISBN 978-3-8472-4179-9 (E-Book).
- Le Soufisme, voile et quintessence (1980, 2006).
- Christianisme/Islam: visions d’oecuménisme ésotérique (1981).
  - dt. Ausgabe: Christentum – Islam. Ausblicke auf eine esoterische Ökumene. Weisheit der Welt, Hamburg 2018, ISBN 978-3-7469-5731-9 (Paperback), ISBN 978-3-7469-5732-6 (E-Book).
- Du Divin à l’humain (1981, 1993).
  - dt. Ausgabe: Vom Göttlichen zum Menschlichen. Weisheit der Welt, Hamburg 2015, ISBN 978-3-7323-7741-1 (Paperback) und ISBN 978-3-7323-7742-8 (E-Book).
- Sur les traces de la Religion pérenne (1982).
- Résumé de métaphysique intégrale (1985, 2000).
  - Die beiden letztgenannten zusammengefasst in der amerikanischen Übersetzung Survey of Metaphysics and Esoterism (1986, 2000).
    - dt. Ausgabe: Metaphysik und Esoterik im Überblick. Weisheit der Welt, Hamburg 2012, ISBN 978-3-8472-8725-4 (Paperback) und ISBN 978-3-8491-1694-1 (E-Book).
- Approches du phénomène religieux (1984, 1993).
- Avoir un centre (1988).
- Racines de la condition humaine (1990).
  - dt. Ausgabe Wurzeln des Menschseins. Weisheit der Welt, Hamburg 2014, ISBN 978-3-7323-0292-5 (Paperback) und ISBN 978-3-7323-0804-0 (E-Book).
- Les Perles du pèlerin (1991).
  - dt. Ausgabe: Perlen des Pilgers. Gedanken und Aphorismen. Benziger, Düsseldorf/Zürich 2000, ISBN 3-545-20179-1.
- Le Jeu des Masques (1992).
  - dt. Ausgabe Das Spiel der Masken. Weisheit der Welt, Hamburg 2018, ISBN 978-3-7469-2283-6 (Paperback) und ISBN 978-3-7469-2282-9 (E-Book).
- Images of Primordial and Mystic Beauty (1992).
- La Transfiguration de l’Homme (1995).
- Road to the Heart: Poems (1995).
- Liebe. Herder, Freiburg/Basel/Wien 1997, ISBN 3-451-26454-4.
- Leben. Herder, Freiburg/Basel/Wien 1997, ISBN 3-451-26451-X.
- Sinn. Herder, Freiburg/Basel/Wien 1997, ISBN 3-451-26452-8.
- Glück. Herder, Freiburg/Basel/Wien 1997, ISBN 3-451-26453-6.
- Sinngedichte = Poésies didactiques. 10 Bände, zweisprachige Ausgabe. Editions Les Sept Flèches, Lausanne 2001–2005.
  - Band 1: Adastra, Stella Maris. 2001, ISBN 3-907862-00-7.
  - Band 2: Herbstblätter. Der Ring. 2002, ISBN 3-907862-01-5.
  - Band 3: Lieder ohne Namen. Sammlungen I, II, III. 2002, ISBN 3-907862-02-3.
  - Band 4: Lieder ohne Namen. Sammlungen IV, V. 2003, ISBN 3-907862-03-1.
  - Band 5: Lieder ohne Namen. Sammlungen VI, VII. 2003, ISBN 3-907862-04-X.
  - Band 6: Lieder ohne Namen. Sammlungen VIII, IX, X. 2004, ISBN 3-907862-05-8.
  - Band 7: Lieder ohne Namen. Sammlungen XI, XII. 2004, ISBN 3-907862-06-6.
  - Band 8: Das Weltrad. Sammlungen I, II. 2004, ISBN 3-907862-07-4.
  - Band 9: Das Weltrad. Sammlungen III, IV, V. 2005, ISBN 3-907862-08-2.
  - Band 10: Das Weltrad. Sammlungen VI, VII. 2005, ISBN 3-907862-09-0.
- Schuons Sinngedichte. 5 Bände. Verlag Les Sept Flèches, Lausanne 2016–2017.

### Sammelbände
- The Essential Frithjof Schuon, ed. Seyyed Hossein Nasr (1986, 2005), World Wisdom, Bloomington (IN), ISBN 0-941532-92-5.
- The Feathered Sun: Plains Indians in Art and Philosophy, World Wisdom, Bloomington (IN) 1990, ISBN 0-941532-10-0.
- The Fullness of God: Frithjof Schuon on Christianity, ed. James S. Cutsinger, World Wisdom, Bloomington (IN) 2004, ISBN 0-941532-58-5.
- Prayer Fashions Man: Frithjof Schuon on the Spiritual Life, ed. James S. Cutsinger, World Wisdom, Bloomington (IN) 2005, ISBN 0-941532-65-8.
- Art from the Sacred to the Profane: East and West, ed. Catherine Schuon, World Wisdom, Bloomington (IN) 2007, ISBN 1-933316-35-7.
- James S. Cutsinger: Splendor of the True: A Frithjof Schuon Reader. State University of New York Press, Albany (NY) 2013, ISBN 1-4384-4610-1.

### Sekundärliteratur
- James S. Cutsinger: Advice to the serious seeker. Meditations on the teaching of Frithjof Schuon. State University of New York Press, Albany (NY) 1997, ISBN 0-7914-3249-1.
- Jean-Baptiste Aymard, Patrick Laude: Frithjof Schuon. Life and Teachings. State University of New York Press, Albany (NY) 2004, ISBN 0-7914-6205-6.
- Harry Oldmeadow: Fithjof Schuon and the Perennial Philosophy. World Wisdom, Bloomington (IN) 2010, ISBN 978-1-935493-09-9.
- Michael O. Fitzgerald: Frithjof Schuon: Messenger of the Perennial Philosophy. World Wisdom, Bloomington (IN) 2010, ISBN 1-935493-08-6.